# Michael Campion
Michael Campion (* 26. Juli 2002 in Atlanta) ist ein US-amerikanischer Schauspieler.

## Karriere
Campion begann seine Schauspielkarriere im Alter von acht Jahren. 2015 war er in den Filmen Robo-Dog und Finding Eden zu sehen. Von 2016 bis 2020 spielte er die Rolle des Jackson Fuller in Fuller House, dem Ableger von Full House.

## Filmografie (Auswahl)
- 2012: A Day in the Life of Young Robin Hood (Miniserie)
- 2013: The Great Zombini (Kurzfilm)
- 2014: Nova Road (Kurzfilm)
- 2015: The 3 Musketeers-The Early Years (Kurzfilm)
- 2015: Robo-Dog
- 2015: Christmas Trade (Videofilm)
- 2016–2020: Fuller House (Fernsehserie, 75 Folgen)
- 2017: Finding Eden
- 2017: Robo-Dog: Airborne
- seit 2019: Red Ruby (Fernsehserie)